# Periodical Contents Index
Der Periodical Contents Index (PCI) ist eine kommerzielle bibliographische Datenbank der Firma ProQuest, die Nachweise zu Aufsätzen aus den letzten 200 Jahren (1770–1995) enthält, die in Fachzeitschriften der Geisteswissenschaften (Humanities) und Sozialwissenschaften erschienen sind. Derzeit (Frühjahr 2005) sind über 4600 Zeitschriften mit 14,2 Millionen Artikeln in 37 Fachkategorien erfasst.
Beispiel eines Eintrags:
Title: Die Budapester Wikingerlanze (Geschichtsabriss der ungarischen Königslanze)
Author: Kovács, L.
Article ID: r529-1970-022-01-000014
Reference: Acta archaeologica (Budapest) 22:1/4 (1970) 323
Journal Subject: Archaeology
Ein weltweit freier Zugang zu dieser Datenbank ist nicht möglich. Bürger mit Wohnsitz in Deutschland haben die Möglichkeit, auf Antrag zu wissenschaftlichen Zwecken einen kostenfreien persönlichen Zugang im Rahmen der Nationallizenzen zu erhalten, die von der Deutschen Forschungsgemeinschaft gefördert werden.
Eine Variante des PCI stellt das vergleichsweise teure Angebot PCI Full Text dar, das zusätzlich den Zugang zu ausgewählten Artikel-Volltexten aus 350 Zeitschriften ermöglicht. Es ist nur in wenigen mitteleuropäischen Bibliotheken als lizenzierte Datenbank vorhanden. Jedoch steht auch dieser mit der zweiten Korb der Nationallizenzen der DFG zur Verfügung.